# Odete Semedo
Maria Odete da Costa Semedo (sinh ngày 7 tháng 11 năm 1959 tại Bissau) là một nhà văn và nhà giáo dục từ Guinea-Bissau. Bà làm việc ở cả tiếng Bồ Đào Nha và Guinea Creole.
Semedo nghiên cứu ngôn ngữ và văn học hiện đại tại Đại học Nova de Lisboa, và từng giữ chức chủ tịch ủy ban quốc gia UNESCO. Bà là người sáng lập tạp chí Revista de Letras, Artes e Cultura Tcholona và đã xuất bản hai tập thơ là Entre o Ser eo Amar và No Fundo do Canto. Bà làm việc tại Bissau với tư cách là nhà nghiên cứu trong các lĩnh vực giáo dục và đào tạo tại Học viện Nuto-de Estudos e Pesquisas. Trong sự nghiệp của mình, bà cũng đã từng là một bộ trưởng chính phủ, đầu tiên là Giáo dục Quốc gia và sau đó là Sức khỏe Cộng đồng.

## Công trình
- Entre o Ser eo Amar (1996)
- Histórias e passadas que ouvi contar (2003)
- No Fundo Do Canto (2007)
- Guiné-Bissau - Historia, Cultura, Sociedade e Literatura (2010)
- Literaturas da Guiné-Bissau - Cantando os escritos da história (2011)